# Josefa Camejo
Josefa Camejo (Paraguaná, 18 de maio de 1791 - Maracaibo, 1862) foi uma revolucionária venezuelana, e é reconhecida pelo Governo da Venezuela como uma heroína da revolução, que lutou a favor da independência da Venezuela contra a monarquia Espanhola.

## Biografia
Camejo nasceu no dia 18 de maio de 1791, em Paraguaná, na antiga província de Coro (atual estado de Falcón); como filha de Sebastiana Talavera e Garcés e Miguel Camejo. Sobrinha do patriota Monsenhor Mariano de Talavera e Garcés, com quem começou a aprender sobre ideias patrióticas.
Foi enviada para estudar no Colégio de freiras de Salceda, em Coros. No ano de 1810, foi enviada para Caracas, para dar continuidade aos seus estudos no Convento de freiras Concepcionistas; Durante este período em Caracas, começou a participar das reuniões da Sociedade Patriótica, e teve contato com os líderes da revolução.
Mudou-se com sua mãe para Barinas, a convite de seu tio Mariano, que era secretário do Conselho Patriótico de Mérida e a incentivou a ingressar nas causas revolucionárias. Em 18 de outubro de 1811, incentivou mulheres de Barinas a entrar na revolução, e assinaram um documento, enviado ao Governo Superior da Província, se oferecendo para ajudar na defesa da cidade contra o exército espanhol. No documento declarou: "O sexo feminino não teme os horrores da guerra; Pelo contrário, a explosão do canhão apenas acenderá em nós o desejo de liberdade".
Em uma viagem à Merida, conheceu Juan Nepomuceno Briceño Méndez, um professor universitário de filosofia e também patriota, com quem se casou em 1813. Méndez deixou seu cargo para se juntar as lutas revolucionárias.
Quando a cidade foi sitiada, em 1813, o governador Manuel Antonio Pulido emigrou toda a população para San Carlos, em Bogotá. Camejo gravida de seu primeiro filho, migra para Bogotá também.
Tempos depois, Camejo, junto com mais duas mulheres, usando roupas masculinas, acompanharam o exército do General Rafael Urdaneta para a batalha em Nova Granada. Durante este período, cuidavam dos feridos de batalha.
Retornou para Paraguaná em 1818, para cuidar de seu marido que estava ferido e com malária, e que vem a falecer tempos depois. No ano de 1820, a pedido do General Urdaneta, Camejo planejou uma insurreição na província de Coro, mobilizando homens de confiança de seu tio Mariano, e captando armas e cavalos; e em 3 de maio de 1821, lidera um exército com 300 homens que trabalhavam em suas terras. Chegando em Pueblo Nuevo, declara livre a Província de Coro e jura fidelidade à República. Com a inserção de Coro à Guerra da Independência, contribuiu com o sucesso da Batalha de Carabobo 
Casou-se com José Bracho, em 1840, e mudou-se para Maracaibo, onde viveu até seu falecimento, em 1862.

## Pós morte
Camejo é reconhecida pelo Governo da Venezuela como uma heroína da revolução. Onde declararam seu local de nascimento como um Monumento Histórico Nacional. O Governo de Falcón, criou a Medalha Josefa Camejo, para condecorar pessoas e instituições dignas de reconhecimento público. E em 2001, seus restos mortais foram transferidos para o Panteão Nacional, no mesmo lugar onde se encontra os restos mortais de Simón Bolívar e outros heróis venezuelanos.